# Cedar City
Cedar City är en ort i Iron County i delstaten Utah, USA.